# Тихомиров Ігор Рувимович
І́гор Руви́мович Тихоми́ров (нар. 17 квітня 1961, Ленінград) - радянський та російський бас-гітарист, учасник гуртів "Джунгли", "Кино" та "ДДТ". Брав участь у записах альбомів груп "Алиса", "Охота романтических и х", "Поп-Механика", також знявся у кінофільмі "Асса".

## Біографія
Ігор Рувимович Тихомиров народився 17 квітня 1961 у Ленінграді (нині Санкт-Петербург). Закінчивши середню школу, поступив до Вищого технічного навчального закладу, однак диплом так і не отримав. У 1981 організував групу, яка пізніше отримала назву "Джунгли". У 1986 долучився до складу рок-гурту "Кино", замінивши бас-гітариста Олександра Тітова, після чого останній остаточно закріпився у складі групи "Аквариум". Однак ставши членом "Кино", Тихомиров продовжував грати у гурті "Джунгли", також брав участь у записах деяких альбомів таких музичних груп, як "Алиса", "Охота романтических и х" та "Поп-Механика". 
Після загибелі Віктора Цоя та розпаду "Кино" Тихомиров грав у групі "ДДТ" як бас-гітарист у програмі "От & До", брав участь у записах альбомів групи "ДДТ" "Актриса Весна" та "Любовь". У 1990 група "Джунгли" розпалася. Наприкінці 1990-х записав альбом "Сын Солнца", крім цього працював у джазовому проекті з О. Ляпіним. У 2000 - 2001 взяв участь у проекті "Звездный Падл" з Юрієм Каспаряном та В'ячеславом Бутусовим. Ігор Тихомиров також є організатором рок-клубу "Полигон" (Санкт-Петербург).
В нинішній час Ігор Тихомиров продовжує співробітництво з групою "ДДТ", займаючись звуковим рішенням програм та концертів групи.

## Альбоми
| Рік  | Назва альбому          | Гурт    |
| ---- | ---------------------- | ------- |
| 1989 | Весна в Шанхае         | Джунгли |
| 1989 | Звезда По Имени Солнце | Кино    |
| 1990 | Live 1988—1990         | Кино    |
| 1990 | Черный Альбом          | Кино    |
| 1992 | Актриса весна          | ДДТ     |
| 1996 | Любовь                 | ДДТ     |
| 2000 | Последние записи       | Кино    |

## Акторські роботи
| Рік  | Назва фільму                             | Роль             |
| ---- | ---------------------------------------- | ---------------- |
| 1986 | Йя-Хха                                   | Грає самого себе |
| 1986 | Конец каникул                            | Грає самого себе |
| 1987 | Асса                                     |                  |
| 1987 | Рок                                      |                  |
| 1996 | Солнечные дни                            | Грає самого себе |
| 2006 | Просто хочешь ты знать                   | Грає самого себе |
| 2008 | Еловая субмарина: Виктор Цой. Дети минут | Грає самого себе |